# 언어행위
언어행위(言語行為, speech act, 화행, 언어를 통해 이루어지는 행위）이론은 1960년대 영국의 언어학자들이 창시한 언어학 이론이다.‘언어란 무엇인가’보다는 ‘언어는 무엇을 하는가’에 초점을 둔 언어학의 한 학파를 뜻하기도 한다. 특히 영국의 심리철학가 존 오스틴(John Austin)의 저서 《How to Do Things with Words》(1962)(이 제목은 '어떻게 말로 행위하는가' 또는 '말로 행위하는 법'으로 번역될 수 있다)#주1에서 가장 완벽하게 소개되었다. 오스틴은 발화란 진위를 따질 수 있는 명제의 생산 말고 다른 것일 수도 있음에 주목하였다. 언어행위는 “집단의 한 구성원이 방해받지 않고 생산한 하나의 발언이 특정 기능(또는 행위)로 다른 구성원들에게 받아들여지는, 집단 상호작용 과정”으로 정의할 수 있다. 소그룹 담화에서 대화의 턴(turn)이 각각의 언어행위라 할 수 있다.
그 후 존 설(John Searle), 맥스 블랙(Max Black)과 같은 일상언어학파 철학자들이 여러 방법으로 다양하게 발전시켰다. 1970년 이래 언어행위이론(화행이론)은 문학평론의 이론과 실제에 큰 영향을 끼쳤다. 또 문학일반론, 특히 산문 서술의 이론을 재정립하는 모델로 사용되어 왔다.

## 배경
언어행위 이론은 고립된 문장 분석에 그 문장의 발화된 환경이나 문맥상 위치를 전혀 고려하지 않았던 전통 철학자들에 대한 반발로서 창시되었다. 이 이론의 지지자들은 존 랭쇼 오스틴이 논리적 강박관념이라고 말한 표준문장이 어떤 상황을 서술하거나 어떤 사실을 단정하기 때문에 진위를 판별해야 하는 진술이라고 가정하는 전통 철학자들의 이론에 반기를 들었다.
존 설은 전통적 견해를 다음과 같은 주장으로 반박하였다. 언어적이며 상황적인 총체적 맥락(언어의 용법을 지배하는 제도적 상황 포함)에서, 우리는 말하고 쓸 때 서너종류의 다른 ‘언어행위(speech acts)’를 동시에 수행한다. ①어떤 문장을 말하거나 쓴다. ②어떤 대상을 지시하고 그 대상에 관한 어떤 사실을 진술한다. ③발화내재행위를 수행한다. ④흔히 발화매개행위도 수행한다.
발화내재행위(발언내재행위)는 전통 철학자들이 유일하게 강조한 것처럼 어떤 것이 진실임을 단언하는 것일 수도 있지만, 질문, 명령, 약속, 논쟁, 경고, 칭찬, 감사 등의 수많은 다른 가능한 행위일 수도 있다. 예를 들면 ‘나는 내일 네 곁을 떠나겠다.’라는 문장이 특정 문맥과 상황 안에서는 진술, 약속, 또는 위협 같은 발언내재력을 가지게 된다. 단언이 아닌 발화내재행위에서는 행위를 판단하는 기준은 그것의 진위(眞僞)가 아니라, 존 랭쇼 오스틴에 따르면, 그 행위가 효과으로 또는 적절하게 수행되었느냐 하는 것이다. 존 오스틴은 발화내재행위의 하나인 명백한 수행에 특별한 관심을 보였는데, ‘나는 이 여인을 정식 결혼한 아내로 맞아들입니다’와 같이 한 문장이 적절한 조건 아래 수행될 때 그 말 자체가 가리키는 것을 수행하는 문장이다.
발화내재행위가 단순히 말해진 것을 이해하는 정도를 넘어서, 듣는 이의 행동이나 심리상태에 영향을 미치면, 그것은 발화매개행위(발언매개행위)가 된다. ‘나는 너를 떠나겠다.’라는 말은 단순히 경고를 뜻하는 언표내적 힘만 있는 것이 아니라 듣는 이를 놀라게 하는 효과, 즉 발언매개효과도 지닌다. 발언매개효과는 화자가 의도한 것일 수도 있고, 어떤 때는 의도하지 않은 결과일 수도 있고, 또 화자의 기대에 반하여 나타나는 경우도 있다.

## 언어행위의 유형
언어행위의 유형은 학자들마다 조금씩 차이가 있다.
영국의 철학가 오스틴(Austin, J.L.)의 이론에 따르면 일상생활의 대화가 6종류의 화어구(話語區)유형으로 인식된다:
- 명령(命令)
- 요구(要求)
- 축원(祝願) / 겸허(致歉)
- 질문 / 기원(祈使)
- 요청(邀請)
- 감탄(感歎)

Dore (1975)는 아래의 9가지 기본적 언어행위(基本的言語行為)로 분류했다。
1. labelling - 명칭 부여(라벨링)
2. repeating - 반복(反復)
3. answering - 대답(返事)
4. requesting (action) - 행위의 요구(行為의要求)
5. requesting (answer) - 대답의 요구(返事의要求)
6. calling - 호칭(콜링)
7. greeting - 안부(인사)
8. protesting - 항의(抗議)
9. practicing - 연습(練習)

그 밖에도 선언, 약속, 진술, 강요 등의 언어행위를 드는 학자들도 있다.

## 구조
언어학과 심리철학에서의 언어행위는 발화행위(언표적 행위, locutionary act)와 발화수반행위(언표내적 행위, illocutionary act), 발화효과행위(언향적 행위, perlocutionary)의 3가지 하위 행위로 구성된다고 하였다.(utterance).
발화행위란 어떤 문장의 뜻과 지시를 결정하는 행위(선택된 단어,문장구조로 말미암아 일정한 뜻이 있는 것)이다. 동사는 기본형(현재시제)이 사용된다. 발화수반행위란 발화행위에 뒤따라 발생하는 약속,명령,질문,진술,강요 등의 행위(진술의 힘)를 가리키며, 언어행위의 핵심이다. 발화효과행위란 발화의 결과로 듣는 이를 설득하고, 놀라게 하고, 기쁘게 하고 하는 등의 효과를 나타낸다.
평서문,의문문,명령문은 각각 진술,질문,명령의 발화수반행위와 밀접하게 연관되어 있다. 이러한 문장 유형의 발화로 관련된 발화수반행위를 하는 경우와 그렇지 않은 경우를 구분하기도 한다. (직접화행, 간접화행)
직접화행은 발화수반행위가 직접 연결되는 것이다.
직접화행 대신 간접화행을 쓰는 동기는 공손성(politeness)원리에서 찾기도 한다. 상대방의 체면(face)을 위해 간접화행을 쓰게 된다는 것이다. 예를 들어 명령문(요청) 대신 의문문(Could you~?) 또는 평서문(I wish~. 또는 You left~.)을 사용하는 경우이다.
언표내적 행위로는 단정 지시 언질 표출 선언 의 5종류가 있다.

홍콩의 작가 삐화류(畢華流)는 그의 작품《頑皮教室》에서 “수업끝(下課了)” 세 글자로 같은 문장이라도 다른 장소에서는 다른 의미가 있음을 “설명”하고, 또한 앞에서의 6종류의 화어(話語)분류에 해당한다고 하였다.
발화행위를 문장 그대로 곧이곧대로 이해하면 낭패를 보는 경우가 많다.
이처럼 곧이곧대로 이해할 수 있는 말 외에도 그 이면의 의도된 뜻을 파악하여 반응을 유도하는 말이 있다.
오스틴은 전자를 발화행위(locutionary act, 언표적 행위), 후자를 발화효과행위(perlocutionary, 언향적 행위)라고 했으며, 이 밖에도 발화수반행위(illocutionary act, 언표내적 행위)라는 것도 제시했는데, 예를 들어 ‘날씨가 덥군요’를 발화수반행위로 보면 ‘날씨가 덥다’는 것을 강조하는 행위라는 것이다.

## 같이 보기
- 유추
- 그라이스의 대화격률
- 함축
- 은유
- 화용론
- 전제 (언어학)
- 적합성의 원리

## 참고 자료
- Austin, J.L. (1962). How to do things with words. Oxford: OUP.